# 7389 Michelcombes
A 7389 Michelcombes (ideiglenes jelöléssel 1982 UE) a Naprendszer kisbolygóövében található aszteroida. Edward L. G. Bowell fedezte fel 1982. október 17-én.